# 异色雪花
异色雪花（学名：Argostemma discolor）为茜草科雪花属下的一个种。其种加词“discolor ”意为“异色的”。